# Marcel Jambon
Marcel Jambon, nacido en Barbezieux, Charente el 19 de octubre de 1848, fallecido ibídem el 30 de septiembre de 1908 fue un decorador de teatros francés. 
Realizó las pinturas de la Opera de París y los teatros de la Comedia, el Odeón y otros recintos famosos en Francia y el decorado del Teatro Colón de la Ciudad de Buenos Aires.
Falleció el 30 de septiembre de 1908 a los 59 años, en Barbezieux.